# Eugenia atricha
Eugenia atricha är en myrtenväxtart som beskrevs av Ignatz Urban. Eugenia atricha ingår i släktet Eugenia och familjen myrtenväxter. Inga underarter finns listade i Catalogue of Life.